# Live-set
Een live-set is een concertuitvoering door een elektronischemuziekgroep of -artiest waarbij elektronische instrumenten zoals drumcomputers, synthesizers en samplers worden gebruikt om muziek uit te voeren. Door de complexiteit kunnen specifieke componenten van de muziek, zoals melodielijnen, drum-loops of opgeknipte stukken arrangement, voorgeprogrammeerd zijn in bijvoorbeeld een laptop, drumcomputer (ritmebox) en sequencer. De artiest voert vervolgens ter plekke andere componenten van de muziek uit. 
Er zijn vele variaties mogelijk en het gebruik van traditionele instrumenten en/of zang zijn niet uitgesloten. Er zijn ook artiesten die als tweetal of groep optreden en volledig geïmproviseerde dansmuziek ter plekke maken.
Een live-set kan uit vele verschillende combinaties van apparatuur bestaan. De knoppen en schuiven op de apparatuur zijn veelal bedoeld om het geluid te manipuleren en om bijvoorbeeld geluidseffecten af te stellen. Een live-set geeft de artiest de vrijheid om eigen werk uit te voeren en hier live op te improviseren zonder vast te zitten aan vaste lied-structuren. Ook kan de artiest combinaties maken van zijn eigen werk om tot nieuwe geluiden te komen.